# Torigny-les-Villes
Torigny-les-Villes – gmina we Francji, w regionie Normandia, w departamencie Manche. W 2013 roku liczba ludności wynosiła 4307 mieszkańców.
Gmina została utworzona 1 stycznia 2016 roku z połączenia czterech ówczesnych gmin: Brectouville, Giéville, Guilberville oraz Torigni-sur-Vire. Siedzibą gminy została miejscowość Torigni-sur-Vire.